# Billy Strayhorn
William Thomas Strayhorn, detto Billy (Dayton, 29 novembre 1915 – New York, 31 maggio 1967), è stato un arrangiatore, compositore e pianista statunitense, noto soprattutto per la sua trentennale collaborazione col compositore e direttore d'orchestra Duke Ellington, per il quale compose e orchestrò molti dei brani che resero famosa la sua orchestra.
Tra le sue composizioni più conosciute si ricordano Chelsea Bridge, Take the "A" Train e Lush Life.

## Biografia

### La giovinezza
Nato a Dayton, in Ohio, Strayhorn presto si trasferì con la famiglia a Pittsburgh. Dopo poco, tuttavia, la madre lo mandò presso i nonni materni a Hillsborough, in Carolina del Nord, per proteggerlo dalle sfuriate del padre, che era spesso ubriaco. Strayhorn ebbe a dichiarare che la nonna materna ebbe una fondamentale influenza sulla sua formazione e che fu lei ad avviarlo alla musica: Billy imparò a suonare i primi inni ecclesiastici sul piano della nonna e passava le giornate ascoltando dischi sul suo grammofono.

### L'incontro con Ellington
Tornato a Pittsburgh, Billy s'iscrisse alla Westinghouse High School che sarebbe anche stata la scuola di Erroll Garner e Ahmad Jamal: il suo professore di piano era lo stesso che avrebbe insegnato a Erroll Garner e a Mary Lou Williams. Iniziò la sua carriera musicale studiando musica classica al Pittsburgh Music Institute, componendo un musical per il suo liceo, formando un trio che veniva trasmesso ogni giorno da una radio locale, e componendo, non ancora ventenne, le canzoni Life Is Lonely (che sarebbe poi diventata Lush Life), My Little Brown Book, e Something to Live For. All'età di 19 anni, iniziò a comporre per un musical professionale, Fantastic Rhythm.
Dopo aver constatato le difficoltà praticamente insormontabili che un afroamericano avrebbe dovuto affrontare nel mondo della musica classica (che era completamente bianco), Strayhorn entrò in contatto col jazz attraverso un gruppo di Pittsburgh, i Mad Hatters, ed iniziò ad ascoltare la musica di Art Tatum e Teddy Wilson che lo convertirono completamente a questo genere musicale.
Billy incontrò Duke Ellington nel dicembre del 1938, dopo un concerto tenutosi a Pittsburgh (Strayhorn aveva già assistito ad un concerto di Ellington nel 1933). Ebbe così l'occasione di illustrare a Ellington le sue idee sull'arrangiamento e di dimostrargliele in pratica. Duke fu tanto colpito da invitare altri membri dell'orchestra a sentire Strayhorn. Alla fine dell'audizione, chiese a Strayhorn di andare a trovarlo a New York alla fine del tour.
Fu l'inizio di un sodalizio trentennale, in cui Strayhorn funse da arrangiatore, compositore, pianista e collaboratore di Ellington, che lo ricordava così: "Billy Strayhorn era il mio braccio destro, quello sinistro, gli occhi che avevo dietro la testa; le mie onde cerebrali viaggiavano nel suo cervello, e le sue nel mio."

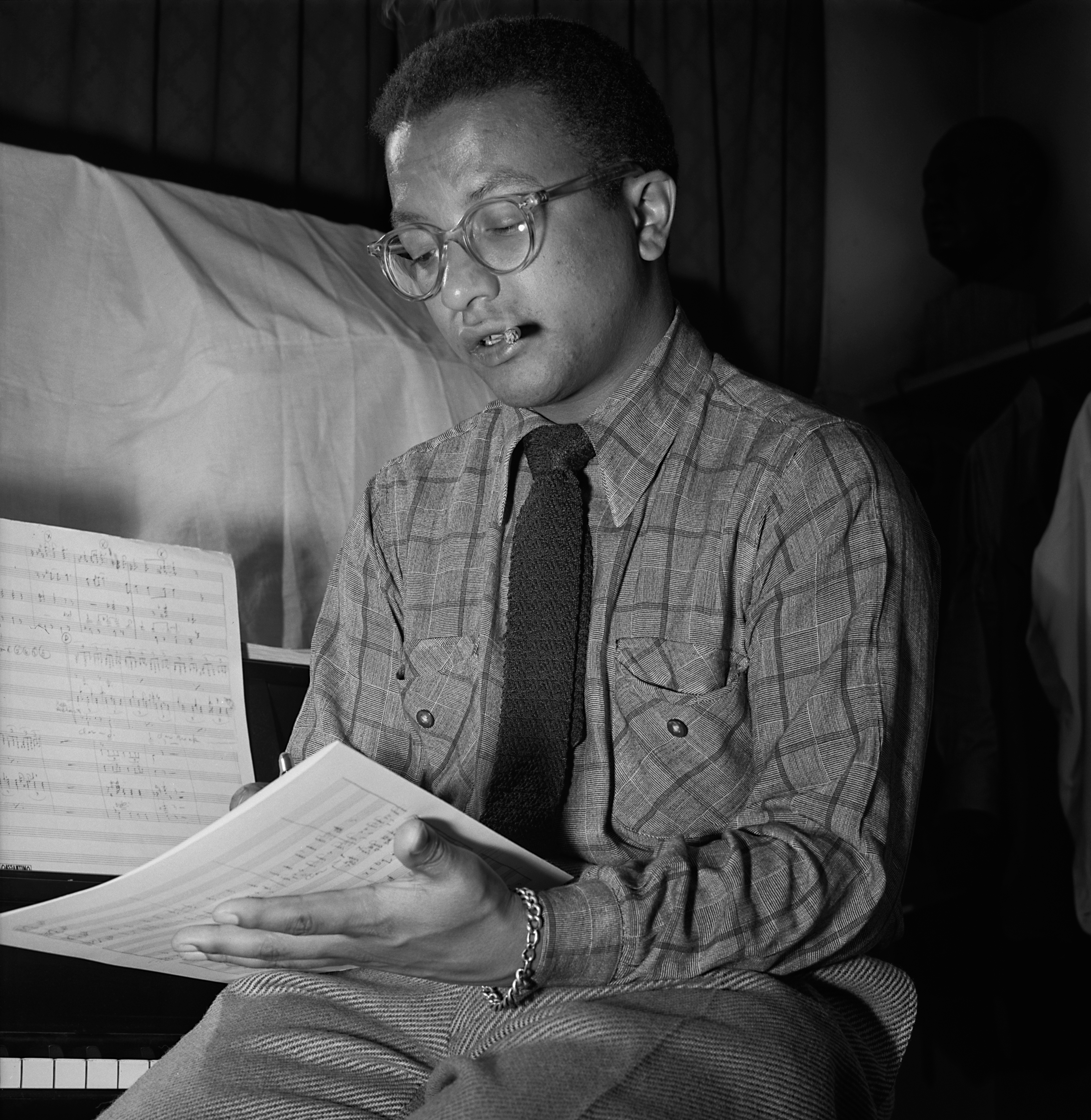
Billy Strayhorn, New York, tra il 1946 e il 1948. Foto William P. Gottlieb

### Vita con Ellington
Non è facile distinguere il lavoro di Strayhorn nell'orchestra da quello di Ellington. Billy era un geniale compositore ed arrangiatore, ma sembrava gli piacesse rimanere all'ombra di Duke. Quest'ultimo si comportava protettivamente nei confronti del minuto, gentile e timido giovane, che l'orchestra aveva soprannominato "Strays", "Weely", e "Swee' Pea" ("pisellino").
Anche se ad Ellington fu in effetti attribuito molto del merito del lavoro di Strayhorn, egli non passò mai sotto silenzio il contributo del suo collaboratore, anche con dichiarazioni scherzose dal palco: "Strayhorn fa molto del lavoro, ma io faccio tutti gli inchini!".
Billy compose la sigla dell'orchestra, Take the "A" Train, e molti altri pezzi del suo repertorio, a volte come autore unico (Lotus Blossom, Chelsea Bridge, Rain Check) altre volte (Day Dream, Something to Live For) come coautore (con Ellington). Alcuni dei suoi pezzi (Satin Doll e Sugar Hill Penthouse) furono attribuiti al solo Ellington. D'altro canto Ellington accreditò a Strayhorn alcuni lavori di ampio respiro su cui i due avevano lavorato assieme (Such Sweet Thunder, A Drum Is a Woman, The Perfume Suite, The Far East Suite).
Come arrangiatore, Strayhorn lavorò su molte delle incisioni di Ellington, donando loro un tocco distintivo. Mentre Ellington scriveva direttamente per i solisti dell'orchestra, mettendo in mostra la personalità e il suono di musicisti del calibro di Johnny Hodges, Harry Carney, Ben Webster, Lawrence Brown e Jimmy Blanton, e giocando sui contrasti tra soli e sezioni per creare un suono orchestrale caratteristico, Strayhorn introdusse una scrittura più lineare e classica, contribuendo a consolidare gli obiettivi di Duke. Rispetto alla scrittura di Ellington, quella di Strayhorn tendeva ad essere più dolceamara, soprattutto nei pezzi scritti per il sassofono contralto Johnny Hodges.
Il lavoro di Strayhorn ed Ellington sulla colonna sonora del film Anatomia di un omicidio portò la loro collaborazione ad essere riconosciuta, ed elogiata, anche al di fuori dell'ambito jazzistico.
Poco prima del secondo tour europeo dell'orchestra, Strayhorn andò a vivere con Ellington, la sorella Ruth e il figlio di Duke Mercer. Fu attraverso quest'ultimo che Billy (che era omosessuale), incontrò il suo primo partner, il musicista afroamericano Aaron Bridgers, con il quale Strayhorn convisse finché Bridgers si trasferì a Parigi nel 1947.
Strayhorn prese posizione nelle lotte per i diritti civili degli afroamericani: amico di Martin Luther King, nel 1963 arrangiò e diresse "King Fought the Battle of 'Bam'" per l'orchestra di Ellington, all'interno dello spettacolo storico My People, dedicato a King.
Il carattere di Billy Strayhorn lasciò il segno in molti tra quelli che lo incontrarono. Egli fu determinante per la carriera di Lena Horne, che avrebbe voluto sposarlo e lo ricordava come l'amore della sua vita. Strayhorn aiutò la Horne a migliorare la sua tecnica canora e registrò diverse canzoni assieme a lei.
Nel corso degli anni cinquanta, Strayhorn si allontanò qualche anno da Duke Ellington, incidendo alcuni album come solista, componendo spettacoli per la Copasetics, casa di produzione di New York, e producendo spettacoli teatrali col suo amico Luther Henderson.

### Malattia e morte
Nel 1964 a Strayhorn fu diagnosticato un cancro all'esofago che lo avrebbe portato alla morte nel 1967. Billy morì nelle prime ore del 31 maggio, confortato dal suo partner Bill Grove. (Si è spesso raccontato che Strayhorn fosse spirato tra le braccia di Lena Horne. La stessa Horne ha invece dichiarato di aver ricevuto la notizia della morte di Billy durante una tournée in Europa).
Ancora in ospedale, Strayhorn consegnò a Ellington la sua ultima composizione Blood Count. Duke la usò come introduzione del suo album in memoria di Strayhorn, …And His Mother Called Him Bill, che fu registrato molti mesi dopo la morte di Strayhorn. L'ultima traccia è occupata da una versione solista di Lotus Blossom suonata estemporaneamente al pianoforte da Ellington, che iniziò a suonare per il suo amico mentre l'orchestra smontava gli strumenti alla fine della seduta di registrazione (i rumori dell'orchestra che smobilita si sentono sullo sfondo della registrazione).
Le ceneri di Billy Strayhorn vennero sparse sul fiume Hudson dai suoi amici più stretti.

## Discografia

### Album
- 1950 Billy Strayhorn Trio (Mercer Records, LP-1001) ristampato come parte di Great Times! (Riverside Records, RM 475)
- 1951 Billy Strayhorn and All-Stars (Mercer Records, LP-1005)
- 1958 !!!Live!!! (Roulette Records, R/SR-52119) ristampato come parte del doppio Lp Johnny Dankworth/Billy Strayhorn (Roulette Records, RE-121 -1972) e del doppio Echoes of an Era (Roulette Records, RAD 15013/14 - 1973) condiviso con Count Basie
- 1959 Cue for Saxophone (Master Jazz Recordings, MJR 8116)
- 1961 The Peaceful Side (United Artists Records, UAJ-14010/UAJS-15010 - 1963)
- 1964-65 Lush Life (Red Baron Records, AK 52760 - 1992)

### Raccolte
- 1939-53  A Proper Introduction to Billy Strayhorn: Passion Flower (Proper Records, CD 2046 - 2004) Antologia di composizioni e/o arrangiamenti di Strayhorn per l'Orchestra di Duke Ellington.
- 1939-64 Billy Strayhorn (Musica Jazz 2MJp 1055 - 1987) Disco fuori commercio allegato al n. 11/87 di Musica Jazz. Con inediti.

con Duke Ellington
- 1941-65 Rare Strayhorn (Maison Du Duke MDD006 - 2005)
- 1960 The Nutcracker Suite (Columbia Records, CL 1541)
- 1961 Peer Gynt Suites Nos. 1 & 2 / Suite Thursday (Columbia Records, CL 1597)

con Johnny Hodges
- 1962 Johnny Hodges with Billy Strayhorn and the Orchestra (Verve Records, V/V6-8452)